# Šegova vas
Šegova vas je naselje u slovenskoj Općini Loškom Potoku. Šegova vas se nalazi u pokrajini Dolenjskoj i statističkoj regiji Donjoposavskoj regiji. 

## Stanovništvo
Prema popisu stanovništva iz 2002. godine naselje je imalo 120 stanovnika.